# Joana Lemos
Joana Mascarenhas de Lemos Elkann (Lisboa, 24 de abril de 1973) é uma antiga piloto de todo-o-terreno e gestora portuguesa. Correu em motos, entre 1990 e 1995, e automóveis, entre 1996 e 2004. Quando interrompeu a carreira de piloto, em 2006, manteve a ligação ao desporto, desta feita como organizadora de grandes eventos desportivos, sendo a grande responsável pelas duas edições do Rally Lisboa-Dakar. Desde 2012 e 2020, foi Head do Family Office de Maude Queiroz Pereira. A 7 de Outubro de 2021, em Portugal, casou com Lapo Elkann, com o qual tem promovido diversas campanhas de solidariedade, no âmbito das quais já foram angariados mais de 3 milhões de euros e centenas de toneladas de alimentos. Pessoalmente tem ajudado, de forma anónima, muitas pessoas, entre as quais a Iris (sagrou-se vice-campeã do Mundo), a Lara e a Ema, três irmãs que concretizaram o sonho de irem ao Mundial de Ginástica, para o qual se tinham apurado, graças ao apoio financeiro de Joana Lemos, oferecido sem sequer as conhecer pessoalmente. Esse encontro só aconteceu em Janeiro de 2022, por iniciativa de uma televisão.  

## Biografia

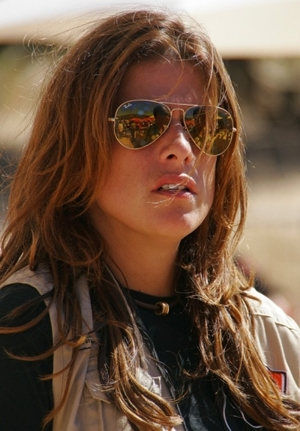
Joana Lemos

Começou a fazer desporto aos seis anos. Fez natação, ténis, ginástica e apaixonou-se pelo mini-trampolim. Depois vieram as motas. Mas o pai ainda tentou desviá-la para a equitação. Não resultou e o futuro de Joana Lemos foi mesmo nos desportos motorizados. Primeiro nas mini-motos, na mesma altura em que Pedro Lamy também dava os primeiros passos na mesma disciplina, seguindo-se o motociclismo e posteriormente o automobilismo.
Depois de participar nos primeiros passeios de todo-o-terreno, em 1990, passou para a competição, primeiro em motos e depois nos automóveis. 
Foi a primeira piloto portuguesa a competir nas provas do deserto e a mais nova de todo mundo a concluir em automóvel a Taças das Senhoras do Paris-Dakar, prova que venceu em 1997, ao lado de Carine Duret e ao volante de um Nissan Patrol. O carro com que alcançou este feito até mereceu uma réplica em forma de brinquedo.
Entre os seus melhores resultados, de destacar ainda a conquista do Rally de Portugal de 1999, numa edição dourada da prova masculina, que teve no pódio Colin McRae e Nicky Grist (1º), Carlos Sainz e Luis Moya (2º) e Didier Auriol e Denis Giraudet (3º). 
Tem dois filhos (Tomás e Martim), fruto do seu primeiro casamento, e um MBA pela School of Economics. 
A 7 de Outubro de 2021 casou com Lapo Elkann, presidente da LAPS Foundation, da qual Joana Lemos é Vice-Presidente desde 2020, cargo que acumula com a presidência da LAPS Portugal.    

## Lisboa-Dakar
Pela mão de Joana Lemos, através da Lagos Sport, o Dakar descobre Portugal e, em 2006, a partida é dada em Lisboa, um evento que mobilizou muitos portugueses que, há muitos anos, vinham acompanhando a prova através através da televisão. Nesse ano, o número de participantes portugueses aumentou e Ruben Faria venceu uma etapa no Algarve. No ano seguinte a prova voltou a ter a partida na capital portuguesa, que só não se repetiu em 2008 porque, por motivos de segurança, a organização cancelou a prova na véspera do primeiro dia de prova.
"Quando me dizem que algo não é possível, é quando sinto um grande impulso e sinto que preciso provar que é realmente possível". Em 1997, quando venceu o Rally Dakar perguntaram-lhe qual era o seu próximo objectivo. Sem hesitar, anunciou que ambicionava mudar o ponto de partida do Rally Dakar para Lisboa, tornando-o Lisboa-Dakar em vez de Paris-Dakar. Tinha 24 anos. Na época, todos a acharam louca, uma jovem tentando fazer algo radicalmente diferente contra todos os tipos de lobbies. Oito anos depois, Joana Lemos provou que todos estavam errados e fez o que parecia impossível.
Responsável pela área da responsabilidade social na Lagos Sport, Joana Lemos mudou o local da partida mas empenhou-se me manter tradição do Rally Dakar de desenvolver ações sociais, especialmente em África, actuando em três eixos: ambiente, melhoria de vida das pessoas e reflorestação. Neste âmbito foi também foi assinado um acordo com o Alto Comissariado das Nações Unidas para os Refugiados, então presidido por António Guterres, para dar uma contribuição no sentido de aliviar a situação humanitária no Sudão e no Chade.
Em 2008, invocando o risco de ataques terroristas, o Governo francês desaconselhou a realização do Lisboa-Dakar. A organização, igualmente francesa, acatou a sugestão e cancelou a prova. Só a desilusão foi maior do que a surpresa pela decisão. Joana Lemos respeitou o alerta dos serviços de segurança franceses mas não se conformou com a anulação total da prova. "Nem quando o Thierry Sabine morreu o Dakar foi interrompido".
Nos dois anos seguintes, continuou a seguir de perto o Rally Dakar, agora como enviada especial das televisões portuguesas (RTP, 2009, e TVI, 2010).

## Condecorações
2008 – Medalha de Mérito, recebida também por João Lagos, da Federação de Motociclismo de Portugal, pelas suas contribuições para o prestígio do Motociclismo em geral, como organizadores de grandes eventos desportivos motorizados. 
2007 – Homenageada pela Câmara Municipal de Lisboa pela sua contribuição para o desenvolvimento do desporto motorizado; 
1997 – Homenageada pela Câmara Municipal de Palmela e pela Federação Portuguesa de Automobilismo e Karting (FPAK) pelo seu desempenho no Dakar.

## Palmarés
- 2008 – Directora Geral do PAX Rally (Etapa portuguesa do Dakar Series);
- 2008 – Joana Lemos e João Lagos são homenageados pela FNM com a Medalha de Mérito, pelas suas contribuições para o prestígio do Motociclismo em geral, como organizadores de grandes eventos desportivos motorizados, e que possibilitaram a internacionalização a dois valores comprovados das competições de todo-o-terreno;

- 2007 - Joana Lemos é homenageada pela Câmara Municipal de Lisboa pela sua contribuição para o desenvolvimento do desporto motorizado. É ainda homenageada pela Federação de Jet-Ski pela organização do melhor raid da modalidade (Memorial MQP);
- 2006/2007 – Organizadora da Partida do Rally Lisboa Dakar e das etapas portuguesas. Administradora da empresa João Lagos Sports, Directora Geral do Lagos Team, equipa criada em 2007 que gere a carreira desportiva dos pilotos Carlos Sousa (VW) Hélder Rodrigues e Ruben Faria nas motos;
- 2004 – Participou em provas da Taça do Mundo de TT em Mitsubishi Pajero;
- 2003 - Regressa à actividade desportiva, depois de ter estado parada para tomar conta dos seus dois filhos;
- 1999 - Convidada pela equipa Peugeot Esso Silver Team SG para participar ao volante do 106 no Rally de Portugal. Venceu a Taça das Senhoras e foi 19º classificada da geral, nesta prova do Mundial de Ralis;
- 1997 - Participou em provas da Taça do Mundo de TT, Vence a Rampa de Val D’Isere na Taça Feminina e fica entre os melhores da geral. Primeira portuguesa a terminar e vencer o Rally Paris-Dakar (categoria feminina). É ainda homenageada pela Câmara Municipal de Palmela e pela FPAK pelo seu desempenho no Dakar;
- 1996 - Convidada pela Nissan para passar das motos para os automóveis, tendo como navegadora a Margarida Pinto Correia. Participa no Rali de Marrocos, Baja Portalegre e Baja Portugal 1000;
- 1995 -  Piloto Oficial Yamaha (Portugal) participa na Taça do Mundo de TT com resultados entre as concorrentes femininas: Rallye da Tunísia 2º ; Rallye de Marrocos - Atlas 1º; Baja Portugal 1000 – 2º;
- 1994 – Primeira piloto feminina a participar em provas com percurso no deserto, numa prova da Taça do Mundo de Motos. Rallye Marrocos 1º lugar Senhoras, Baja Espanha- Aragón (não terminou), Baja Portugal 1000 1º lugar Senhoras. Participou no Campeonato Nacional de Raides;
- 1993 – Primeira internacionalização de moto, participando na Baja Espanha-Aragón;
- 1991/1992 – Piloto Oficial Yamaha Portugal no Campeonato Nacional de Raides e também em alguns Enduros;
- 1990 – Estreia na competição na Baja Sagres 500 Portalegre em moto.